# Miro des torrents
Monachella muelleriana, Monachella
Genre
Espèce
Statut de conservation UICN

 LC  : Préoccupation mineure
Le Miro des torrents (Monachella muelleriana), unique représentant du genre Monachella, est une espèce de passereaux de la famille des Petroicidae.

## Répartition et sous-espèces
Selon la classification de référence du Congrès ornithologique international (14.2, 2024) :
- M. m. muelleriana (Schlegel, 1871) — Nouvelle-Guinée
- M. m. coultasi Mayr, 1934 — forêts pluviales d'altitude de Nouvelle-Bretagne